# Акуционок, Пётр Антонович
Пётр Анто́нович Акуцио́нок (25 марта 1923 — 15 октября 1943) — участник Великой Отечественной войны, командир стрелкового взвода 685-го стрелкового полка 193-й стрелковой дивизии 65-й армии Центрального фронта, Герой Советского Союза (30.10.1943), младший лейтенант.

## Биография
П. А. Акуционок родился 25 марта 1922 года. Белорус.
В 1938 году окончил среднюю школу. Работал массовиком в районном Доме культуры. С началом Великой Отечественной войны добровольно вступил в отряд по борьбе с вражескими диверсантами. Затем после эвакуации работал в колхозе в Ошской области Киргизии. С 1942 г. на фронте. В 1943 году окончил военное училище.
Участник Курской битвы. Особо отличился в боях около города Лоев (Гомельская область, Белоруссия) в октябре 1943 г. Взвод под командованием младшего лейтенанта П. А. Акуционка захватил плацдарм на правом берегу Днепра и удерживал его до подхода основных сил.
Акуционок П. А. погиб в бою 15 октября 1943 года. Похоронен в братской могиле в Лоеве.

## Награды
- Медаль «Золотая Звезда» Героя Советского Союза
- Орден Ленина

## Память
- Имя Героя носят:
  - улица в Лоеве Гомельской области
  - улица и школа в Шумилино Витебской области
  - пионерская дружина[4]
  - средняя школа № 1 в Шумилино[5]
- Установлены мемориальные доски:
  - в Лоеве на улице, носящей имя Героя;
  - в Шумилино на здании школы (в 1962 году).
- Имя Героя занесено в Книгу народной славы Шумилинского района Витебской области.
- Приказом Министра обороны СССР П. А. Акуционок навечно зачислен в списки личного состава воинской части.